# Dominique De Beir
Pour les articles homonymes, voir De Beir.
Dominique De Beir est une artiste plasticienne, peintre et créatrice d'installations, née à Rue (Somme) le 25 septembre 1964. Elle se partage entre la cité Montmartre-aux-artistes (189, rue Ordener, 18e arrondissement de Paris) et un atelier situé dans la Somme. Elle est professeur à l'École supérieure d'art et design Le Havre-Rouen et cofondatrice de la maison d'éditions Friville Éditions.

## Biographie

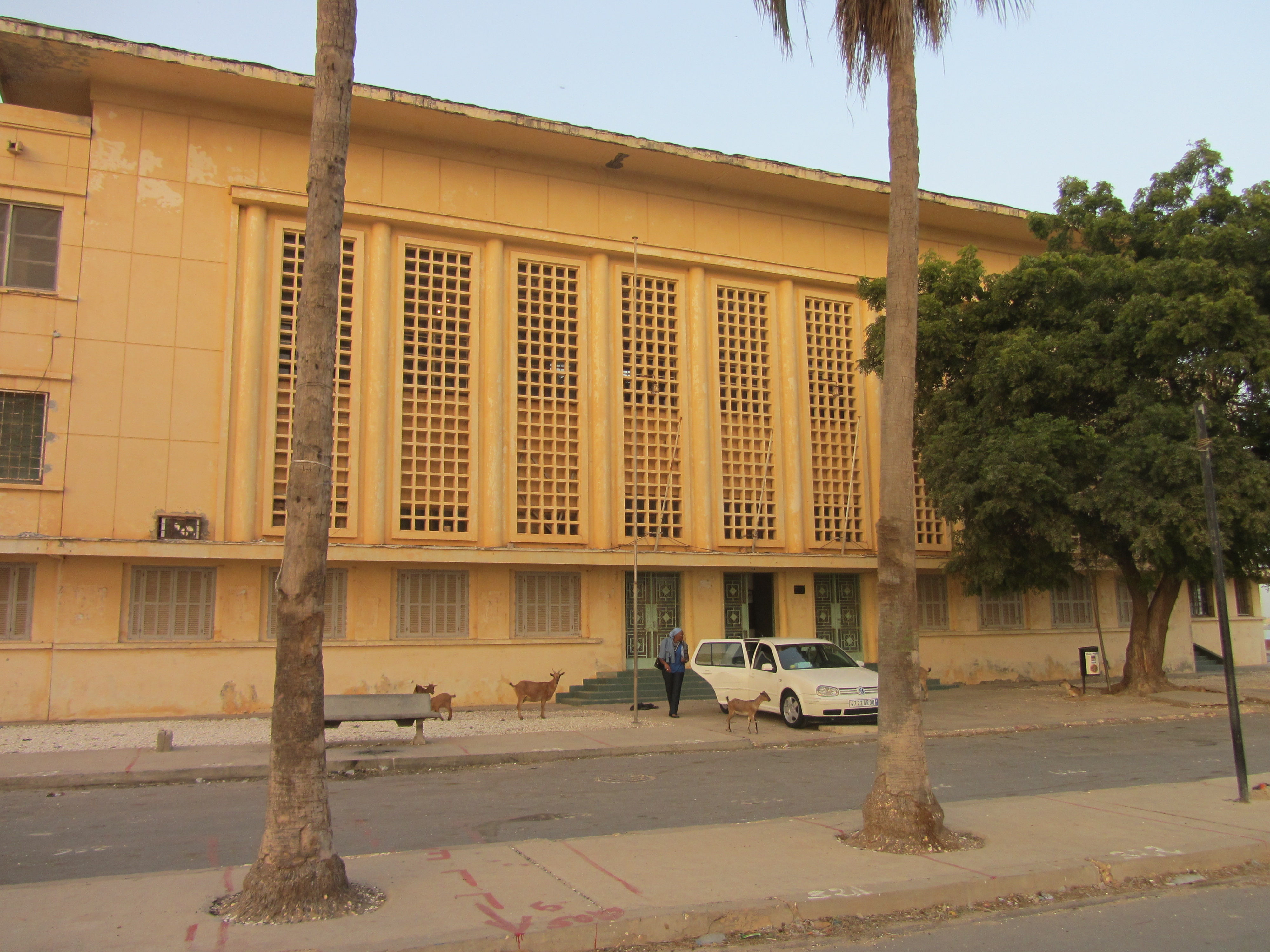
Musée du Centre de recherches et de documentation du Sénégal à Saint-Louis

Dominique De Beir est titulaire du diplôme national supérieur des beaux-arts de Paris en 1992 puis, — après avoir fréquenté les ateliers de Pierre Buraglio en tant qu'élève et de Pierrette Bloch en tant qu'assistante, « deux personnalités, souligne-t-elle, qui ont joué un rôle entre les principes du mouvement Supports/Surfaces d'un côté et la recherche d'une économie de moyens de l'autre » — d'une maîtrise d'arts plastiques obtenue à l'Université Paris-VIII de Saint-Denis. En 1995, elle reçoit le Prix de la Jeune Peinture et, en 1997, elle effectue un séjour d'étude au Musée du Centre de recherches et de documentation du Sénégal à Saint-Louis.
C'est à partir de l'apprentissage du braille en 1994 que Dominique De Beir crée et développe la pratique des perforations qui vont caractériser son œuvre. Elle évoque cet aspect, tout en se revendiquant cependant toujours artiste peintre: « Ce qui est très présent dans mon travail, c'est le rapport aux animations, aux reliefs de surface qui donnent le désir de toucher. Les aveugles sont peut-être à même de percevoir quelque chose à travers ce granulé que moi-même je ne vois pas. Et c'est aussi une manière de revenir aux origines de mon travail qui a vraiment commencé par l'apprentissage du braille ».
« Trouer, frapper, frotter, griffer, projeter, inciser, éplucher, brûler, creuser, découper, retourner... Tous les moyens sont bons pour introduire de l'accident dans la méthode, par exemple strier la surface avec une roulette de couturière marchant en arrière, un contrôle relatif dans la gestuelle suscitant des phénomènes inattendus dans le déroulé. Les outils prolongeant le corps sont un facteur déterminant pour la durée de l'action car ici tout est une question de vitesse, de déséquilibre et d'instabilité corporelle ». Ce travail gestuel, soutenu par une ample récupération d'outils de tradition (outils de jardinage, d'agriculture, de couture, de chirurgie, de menuiserie, de cuisine, allant ainsi de la bobine perforeuse au râteau-rouleau et du hache-vite des années cinquante aux chaussures à écorcer les châtaignes...) et par la création d'outils nouveaux ou démesurés (comme avec les artisans siciliens lors de son exposition à Palerme en 2005), Dominique De Beir ne conteste pas de le rapprocher d'un rituel où se mêlent de façon exacerbée le corporel et le sacré,, voire d'une chorégraphie, évoquant également comme inspiratrice son admiration pour Pina Bausch.
Cette pratique répétitive de la perforation s'articule autour d'une réflexion sur l'écriture. En créant des livres d'artiste constitués de feuilles perforées, elle s'interroge sur les différentes formes de graphisme et d'écriture tout en offrant, par la perforation aléatoire, à voir une non-écriture. « Se développe ainsi progressivement une réflexion sur les glissements entre dessin et écriture, voir et non-voir, plein et vide, surface et profondeur ».

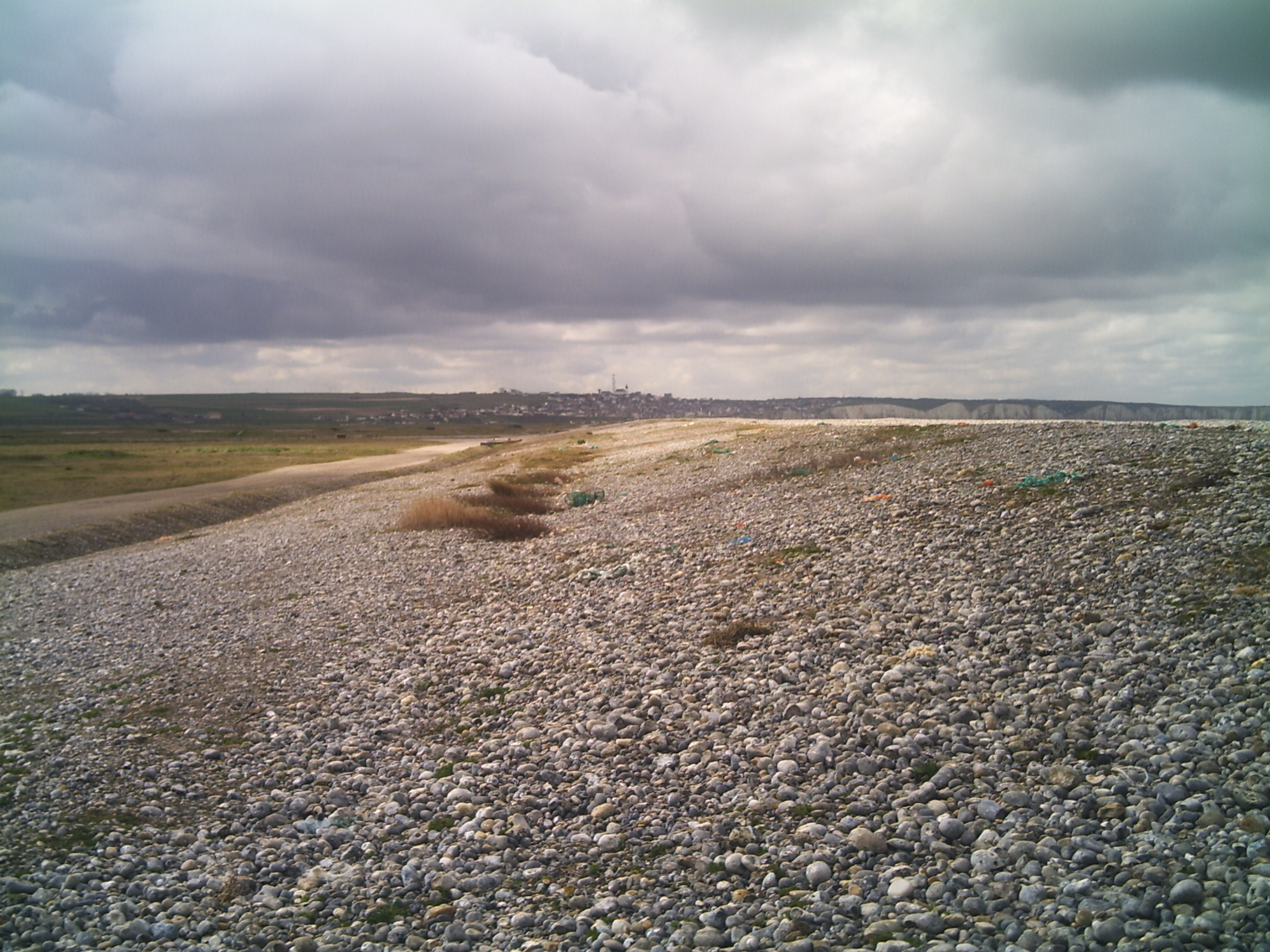
Le hâble d'Ault

Dominique De Beir commente elle-même sa démarche : « Plus qu'un geste opérant une blessure, cette attaque radicale correspond d'abord à un exutoire calmant, une litanie agitée. Trouer signifie avant tout regarder autrement, agir dans les strates et les sensations de la profondeur. Réalisées de manière pulsionnelle, ces actions 'appel d'air" envahissent et creusent la surface de manière éclatée, la matière se déplace et rend visible des effleurements, des grouillements, des absences... Ma lutte avec l'image reste constante, elle n'a de réelle incarnation qu'en chute libre. La couleur arrive elle aussi comme une adversité. Jusqu'à présent, elle s'introduisait par erreur dans les matériaux, un carton bleu-nuit, un polystyrène saumoné, un aluminium brillant, un papier jauni par la cire d'abeille. Aujourd'hui, je l'affronte de plein fouet, je l'utilise comme un habillage du support, une strate supplémentaire à éplucher. Bridget Riley, Mary Heilmann (en), les paysages du hâble d'Ault ne sont pas pour rien dans cette aventure. »

## Créations bibliophiliques
- Violette Fos, 9 dans le vent, planches d'illustrations de Dominique De Beir, tirage 200 exemplaires, Éditions Stéphane Bosco, 1995.
- Les cyclopédies, textes et 23 planches d'illustrations de Dominique De Beir, tirage 500 exemplaires, FRAC Picardie, 1996.
- Comment faire un portrait d'exilé, texte et planches d'illustrations de Dominique De Beir, tirage 200 exemplaires, Éditions Galerie Éof, Paris, 1997.
- Série SILS, suite de cahiers-objets (En ne sifflotant pas, Relation interspécifique), à partir de 1998.
- Dominique De Beir, Boîte Face, 9 exemplaires numérotés, collection Hors limite, Éditions de la Maison chauffante, Besançon, 2012.
- Bloc, 300 exemplaires dont 30 constituant le tirage de tête, Friville Éditions, avril 2013[9].
- Albertine Sarrazin, Le times, journal de prison, 1959, illustrations de Fabienne Audéoud, Dominique De Beir, Annelise Coste, Béatrice Cussol, Éditions du Chemin de fer, 2013.
- Isle de Jean Charles, livre d'artiste coréalisé avec Frank Smith, Galerie Virgile Legrand, Paris, mai 2014.
- Spirit Carbon, trois dessins carbone par Dominique De Beir transférés sur papier argenté, texte de Jean-Michel Le Lannou, tirage 30 exemplaires, Ateliers d'impression VBI, Éditions Méridianes, 2015[10].
- Dominique De Beir, Poésie administrative, bloc de 100 feuilles papier mondi 80 gr. sous chemise cartonnée, 500 exemplaires, imprimerie Leclerc, Abbeville / Friville Éditions, 2021.

## Expositions

### Expositions personnelles
- Galerie Colt, Nice, février 1991.

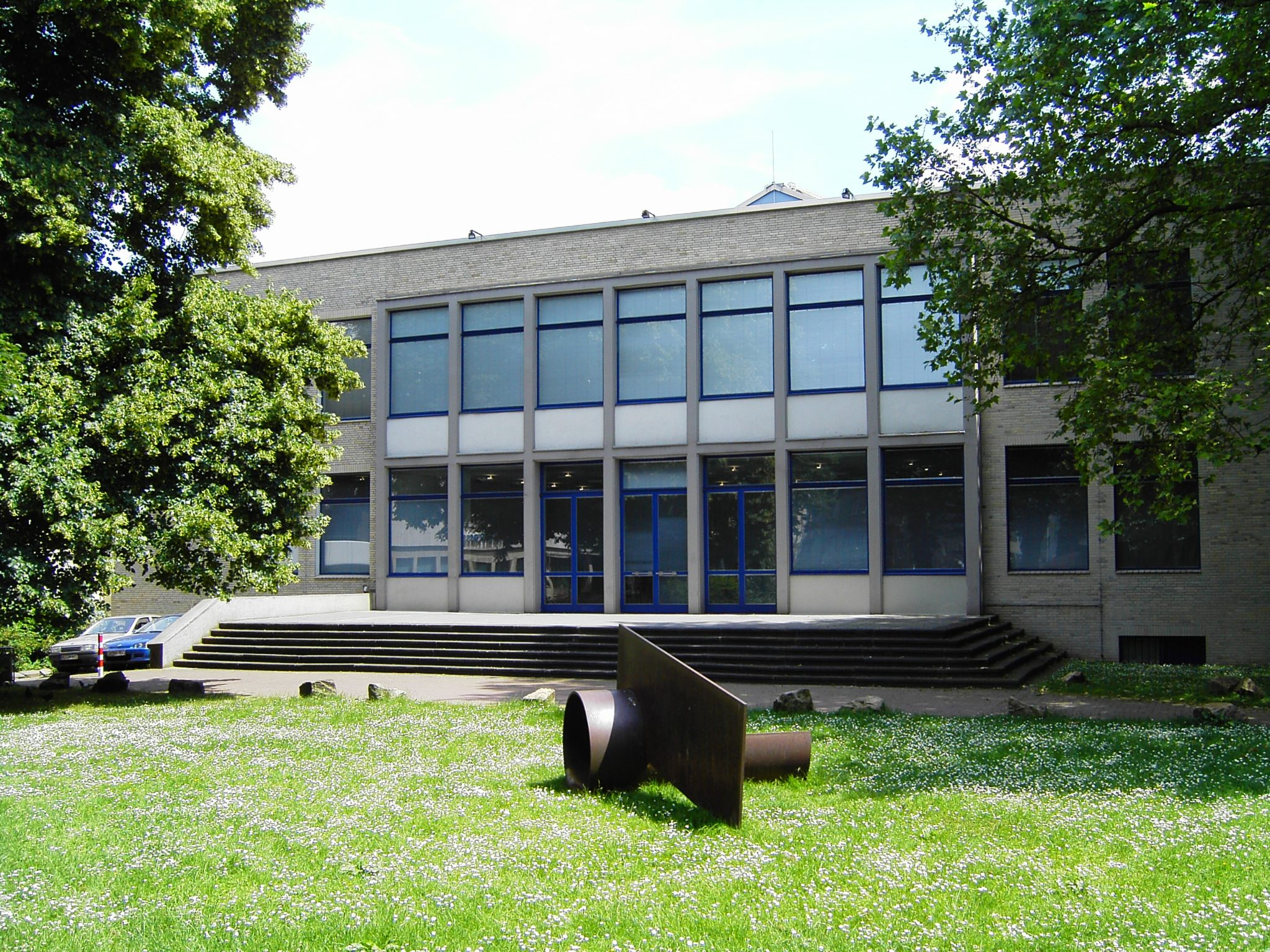
Museum am Ostwall, Dortmund, 2000

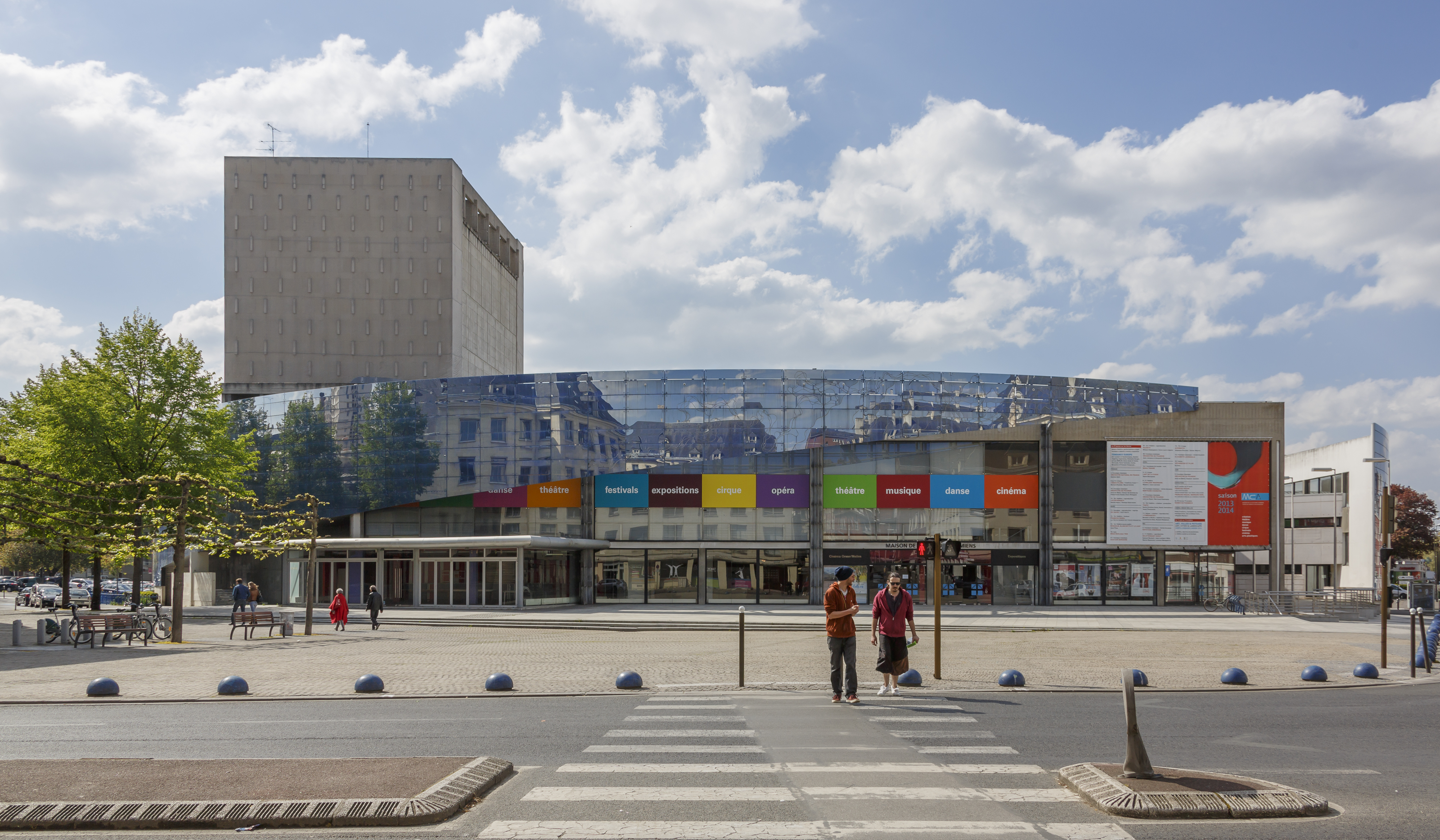
Maison de la culture d'Amiens, 2005

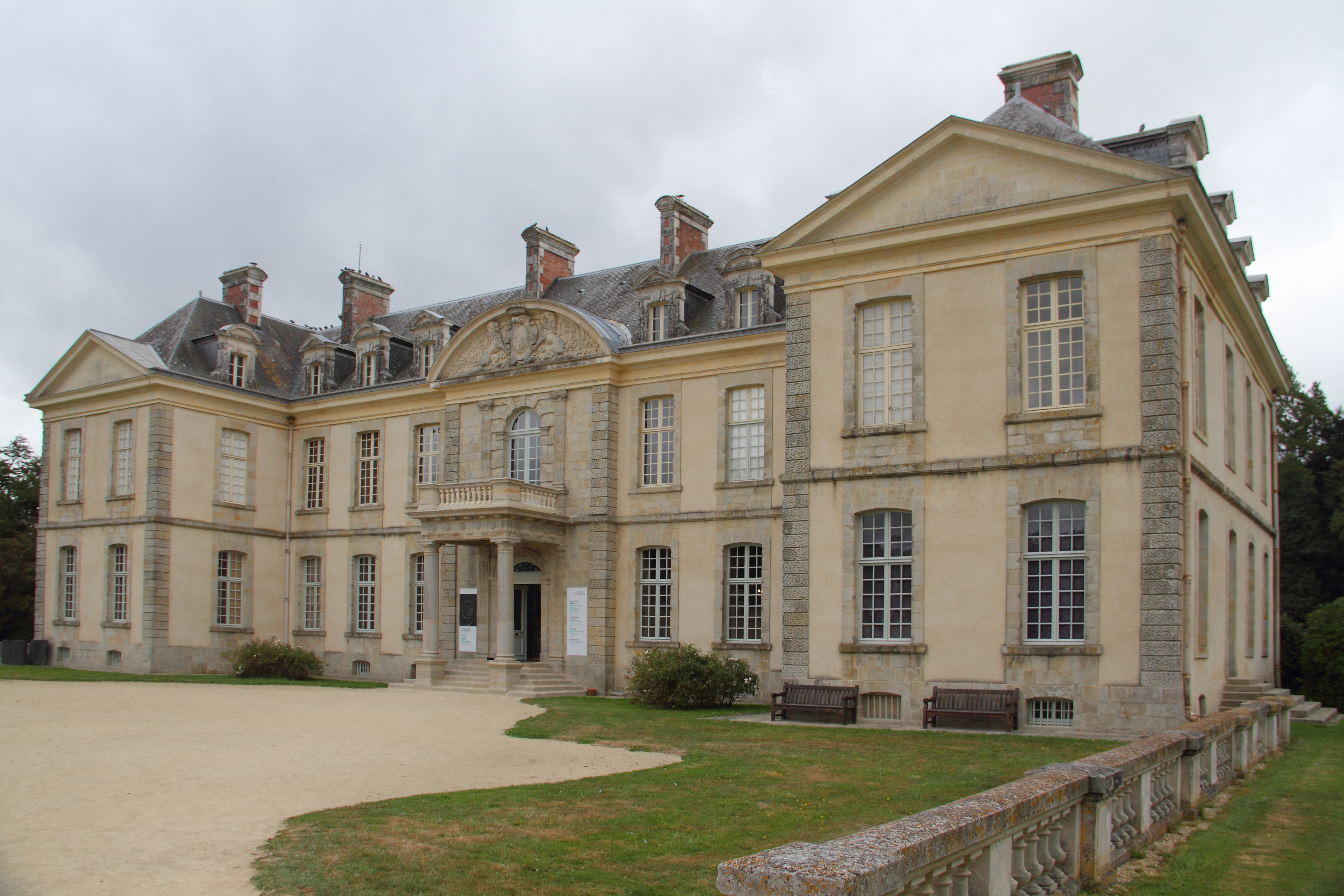
Centre d'art contemporain du château de Kerguéhennec, 2012

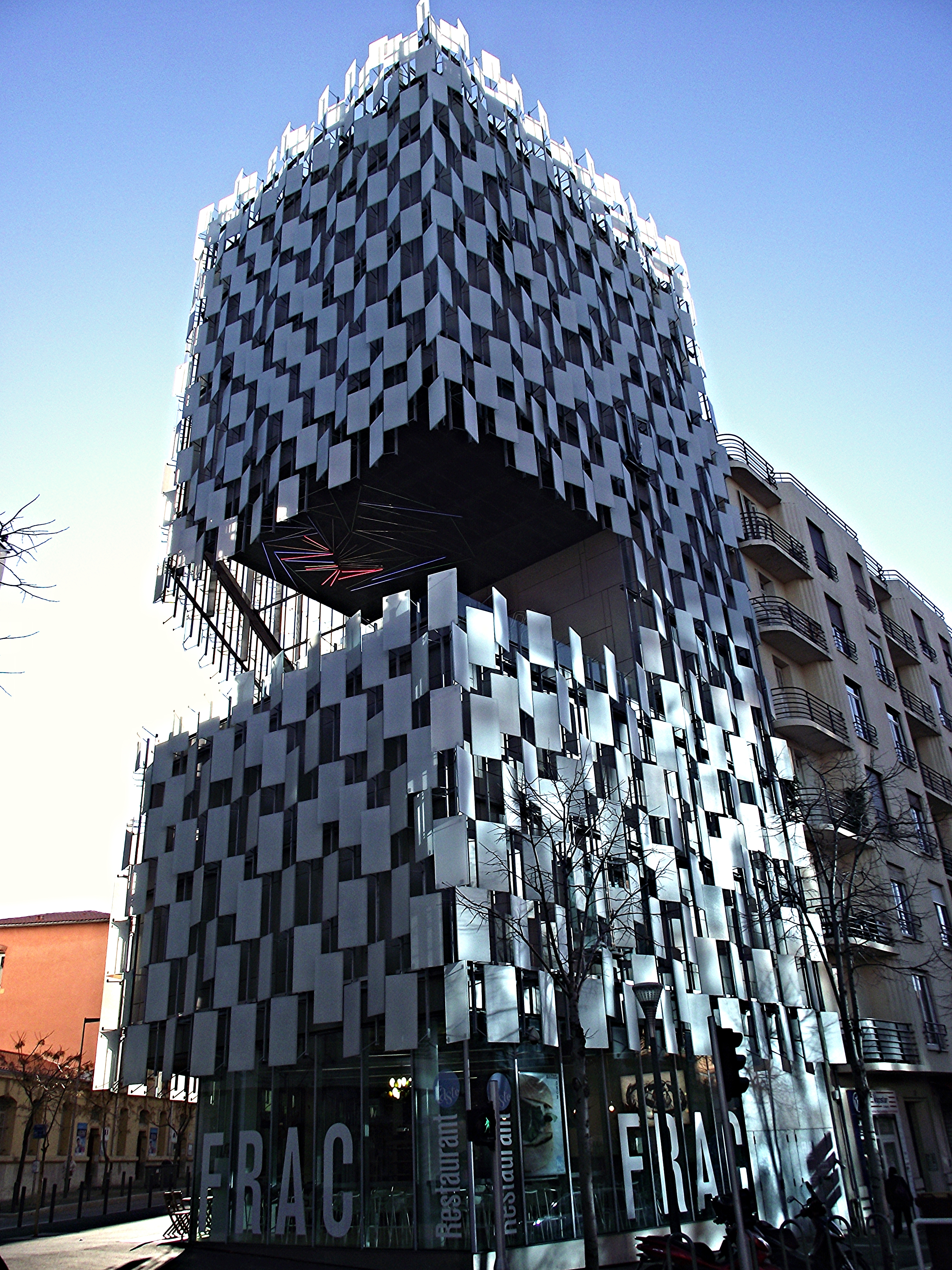
FRAC Provence-Alpes-Côte d'Azur, Marseille, 2019

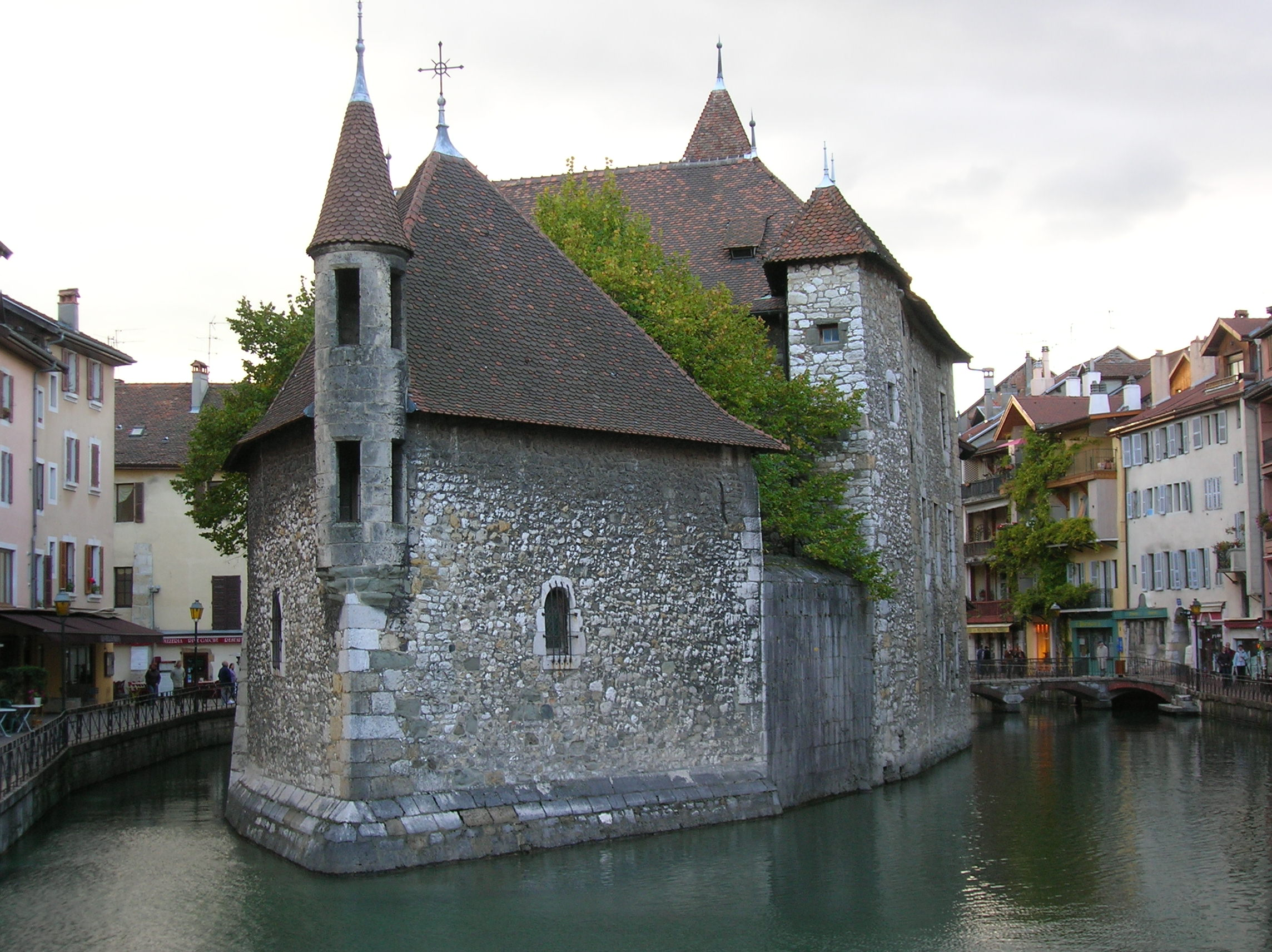
chapelle du palais de l'Isle, Annecy, 2021

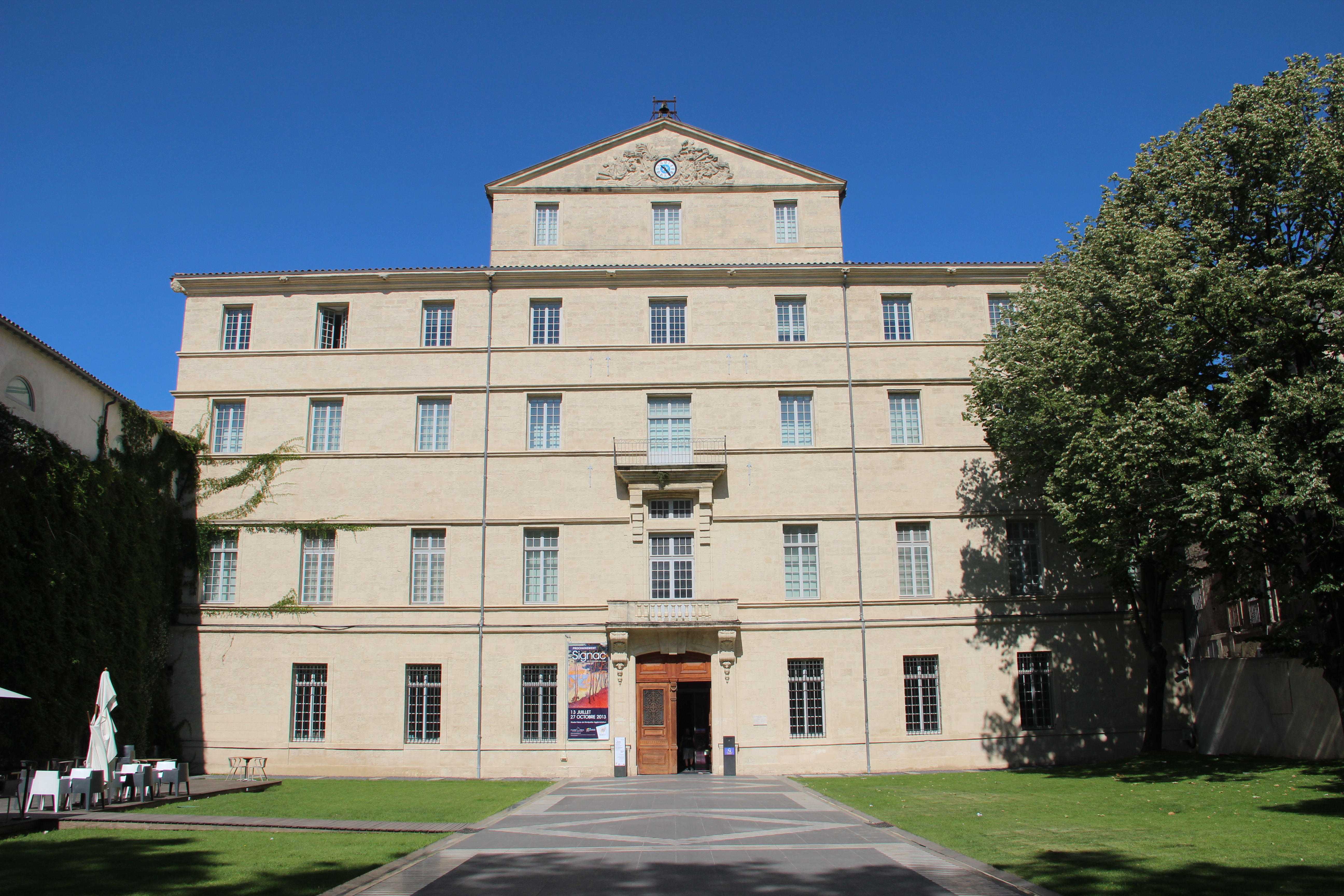
Musée Fabre, Montpellier, 2024-2025

- Dominique De Beir - Les cyclopédies, Fonds régional d'art contemporain de Picardie, Amiens, avril-mai 1996[3].
- Dominique De Beir - Le blanc est-il un chiffre?, Galerie Éof, Paris, février 1997.
- Dominique De Beir - En ne sifflotant pas, Galerie du Haut-Pavé, Paris, avril-mai 1998[11].
- Dominique De Beir - Retraits, Association Rhinocéros, Strasbourg, décembre 1998.
- Dominique De Beir - Portraits de l'exil, Museum am Ostwall, Dortmund, mars 2000.
- Dominique De Beir - L'Équipe, Galerie Frank, Paris, mars 2001.
- Dominique De Beir - Envers et contre, Galerie Nicole Kivall, Paris, octobre 2001.
- Dominique De Beir - Des bleus partout, Espace culturel François-Mitterrand, galerie d'art contemporain, Beauvais, mars-avril 2002.
- Dominique De Beir - Des blancs en suspens, Galerie municipale Édouard-Manet, Gennevilliers, mai-juin 2003.
- Dominique De Beir - Carnet de bord 1996/2002, Centre d'art contemporain La Vigie, Nîmes, 2003.
- L'H du Siège, Valenciennes, 2004.
- Dominique De Beir - Cantien de la Zisa, Centre culturel français de Palerme et de Sicile, 2005[12].
- Le Safran, Amiens, novembre-décembre 2005.
- Dominique De Beir - Illuminazione, Maison de la culture d'Amiens, décembre 2005 - janvier 2006[13].
- Espace Lumière, Hénin-Beaumont, mars-mai 2006.
- Galerie Marcel Duchamp, Yvetot, 2006.
- Galerie Phoebus, Rotterdam, 2006, 2008, 2015.
- La Route Blanche, installation, église de la Sainte-Trinité/Fabrica Gallery, Brighton, juin-août 2007[14],[15].
- Dominique de Beir - Passages, Centre d'art contemporain, Troyes, novembre 2008 - janvier 2009[16].
- Galerie d'art contemporain des Urbanistes (partenariat Association Arcade), Fougères, janvier-mars 2009[17].
- Dominique De Beir - Dix bons plans, Galerie d'art contemporain Éric Seydoux, Paris, 2009[18].
- Dominique De Beir - Une mise à jour, Galerie particulière, Paris, octobre-novembre 2010[19].
- Galerie Jean Greset, Besançon, mars-avril 2012[20].
- Galerie du Granit, Belfort, mars-mai 2012[20].
- Centre d'art contemporain du château de Kerguéhennec, Bignan, mars-juin 2012[21],[22].
- Galerie Réjane Louin, Locquirec, 2013.
- Dominique De Beir - Curiosités et colorations, Atelier Blanc, Villefranche-de-Rouergue, juillet-septembre 2013[23],[24],[25].
- Dominique De Beir - Spirit Carbon, Galerie AL/MA, Montpellier, mars-avril 2015[26].
- Dominique De Beir - Plis et languettes, Pop up Galerie, Amiens, octobre-novembre 2015[27].
- Dominique De Beir - Accroc et altération, Galerie Réjane Louin et Galerie L'Ere du Large, Locquirec, et Lieu d'art de la Tannerie, Bégard, avril-juin 2016[28].
- Cartographies, Galerie Réjane Louin, Locquirec, juillet-septembre 2016.
- Dominique De Beir, Galerie Jean Fournier, rue du Bac, Paris, septembre-octobre 2016[29],[30].
- Annexes et digressions 3, Galerie Jean Fournier, Paris, mars-avril 2019[31].
- Annexes et digressions 4, FRAC Provence-Alpes-Côte d'Azur, Marseille, juin-septembre 2019[32].
- Under the skin, Galerie 604, Pusan (Corée du Sud), septembre-novembre 2019.
- Dominique De Beir - Point, Alliance française (Galerie AFKunstruimte) et Galerie Phœbus, Rotterdam, septembre 2021.
- Dominique de Beir - Percées de lumière, chapelle-espace d'art contemporain Pôle culturel de la Visitation, Thonon-les-Bains,  octobre-décembre 2021[33].
- Dominique De Beir - Turlutaine (barbarie), chapelle du palais de l'Isle, Annecy, novembre 2021 - mars 2022.
- Dominique De Beir - Parti-pris Couleur (Accroc et caractère I), Galerie Jean Fournier, Paris, mai-juin 2022.
- De Beir - Volailles de plein-air (Accroc et caractère II), Centre d'art contemporain Les Tanneries, Amilly (Loiret), juin-juillet 2022.
- Dominique De Beir - Sans fin mais pas sans début (Accroc et caractère III)', Musée des Beaux-Arts de Caen, avril-août 2023[34]. -
- Dominique De Beir - Trente ans de création et de recherche plastique, rétrospective dans le cadre de l'exposition Des doigts au bout des yeux, abbaye de Saint-Riquier, mai-décembre 2023[35].
- Dominique De Beir - Accroc et caractère, Musée Fabre, Montpellier, décembre 2024 - mars 2025[36].
- Galerie Alma, Montpellier, janvier-février 2025.
- Dominique De Beie - Es ist jeden Tag heute - C'est tous les jours aujourd'hui, Galerie Born, Berlin, mai-juin 2025[37].

### Expositions collectives
- Galerie MP3B, Paris, 1993.

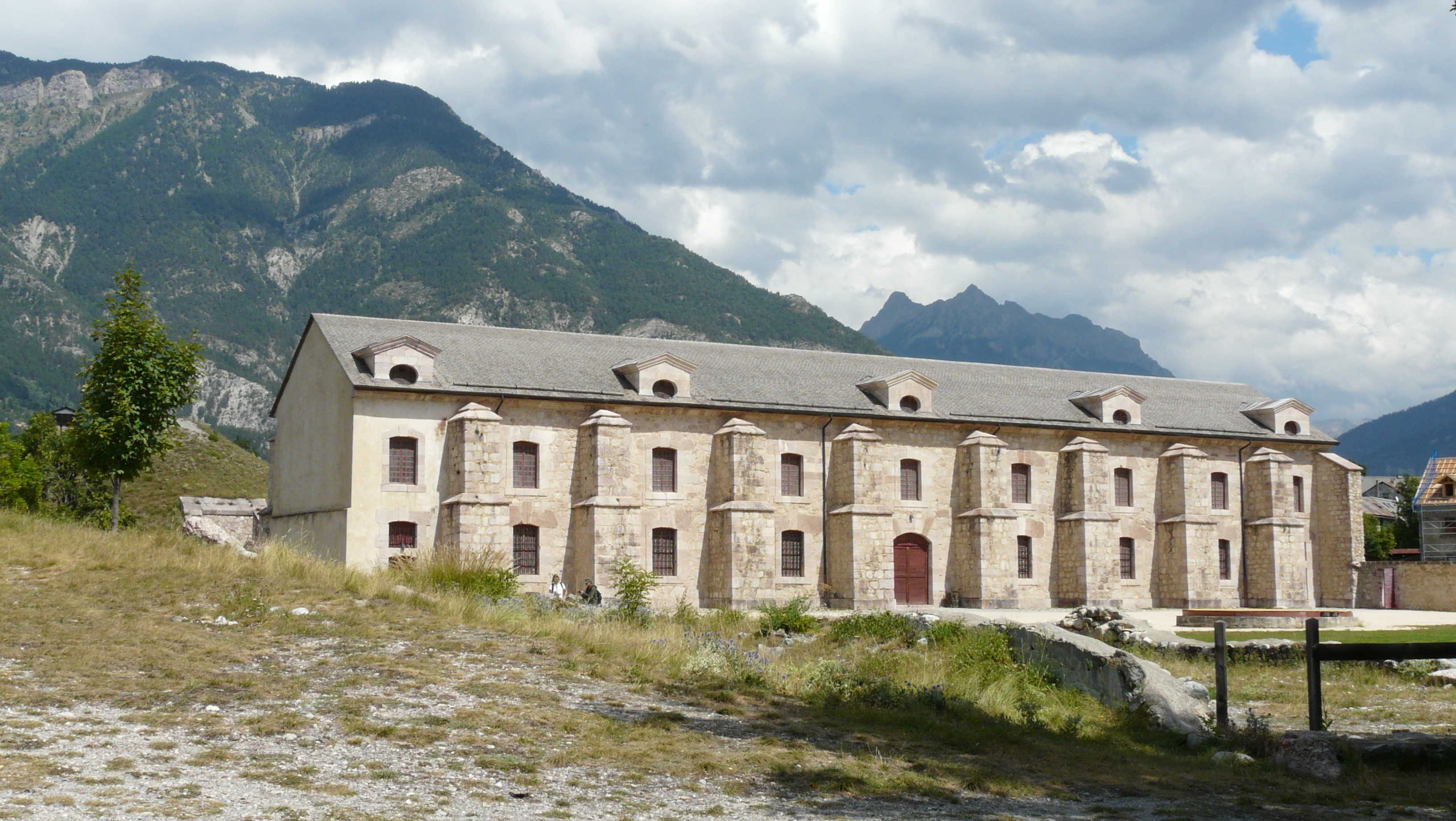
Place-forte du Mont-Dauphin, 2008

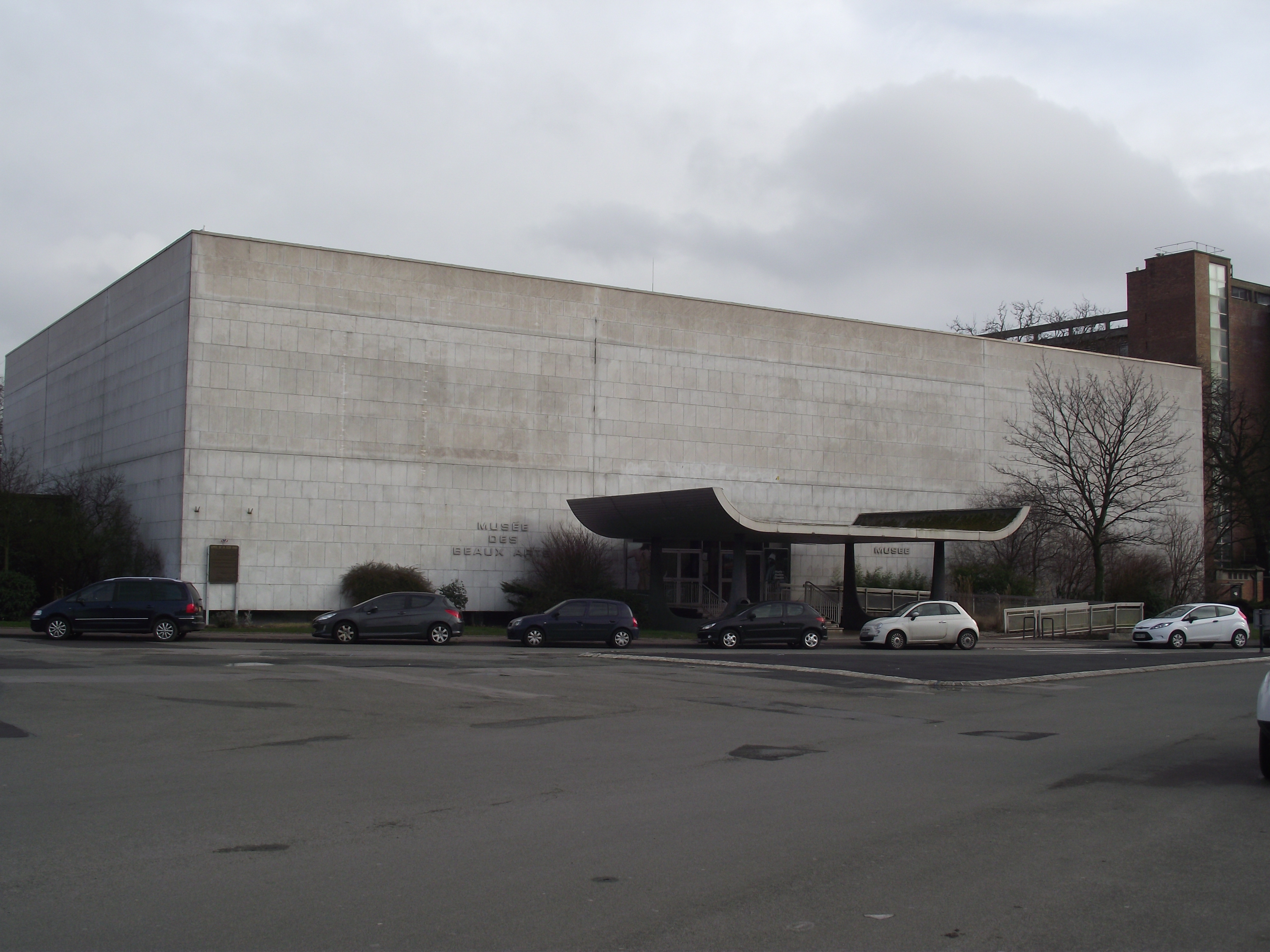
Musée des Beaux-Arts de Dunkerque, 2011

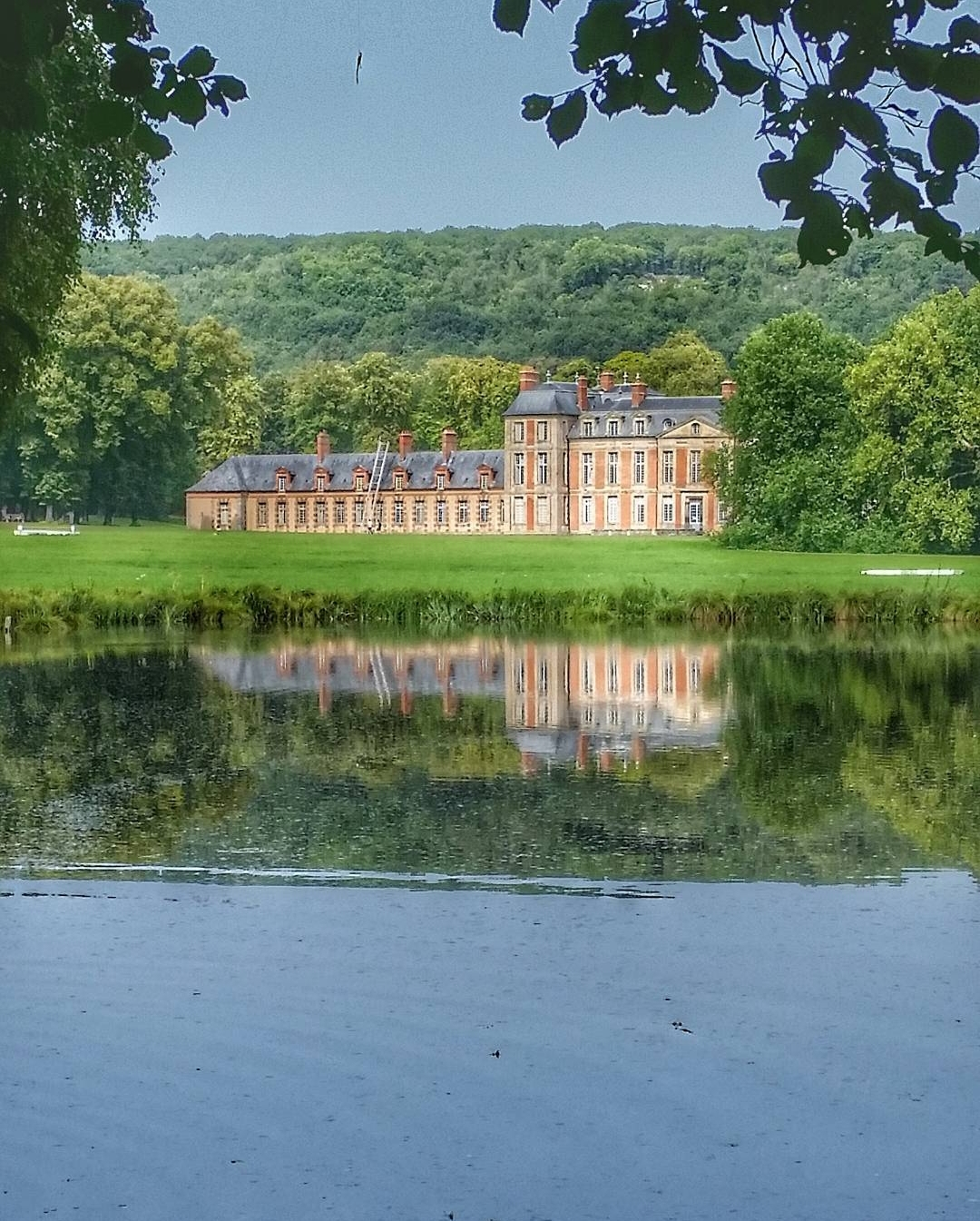
Château de Chamarande, 2013

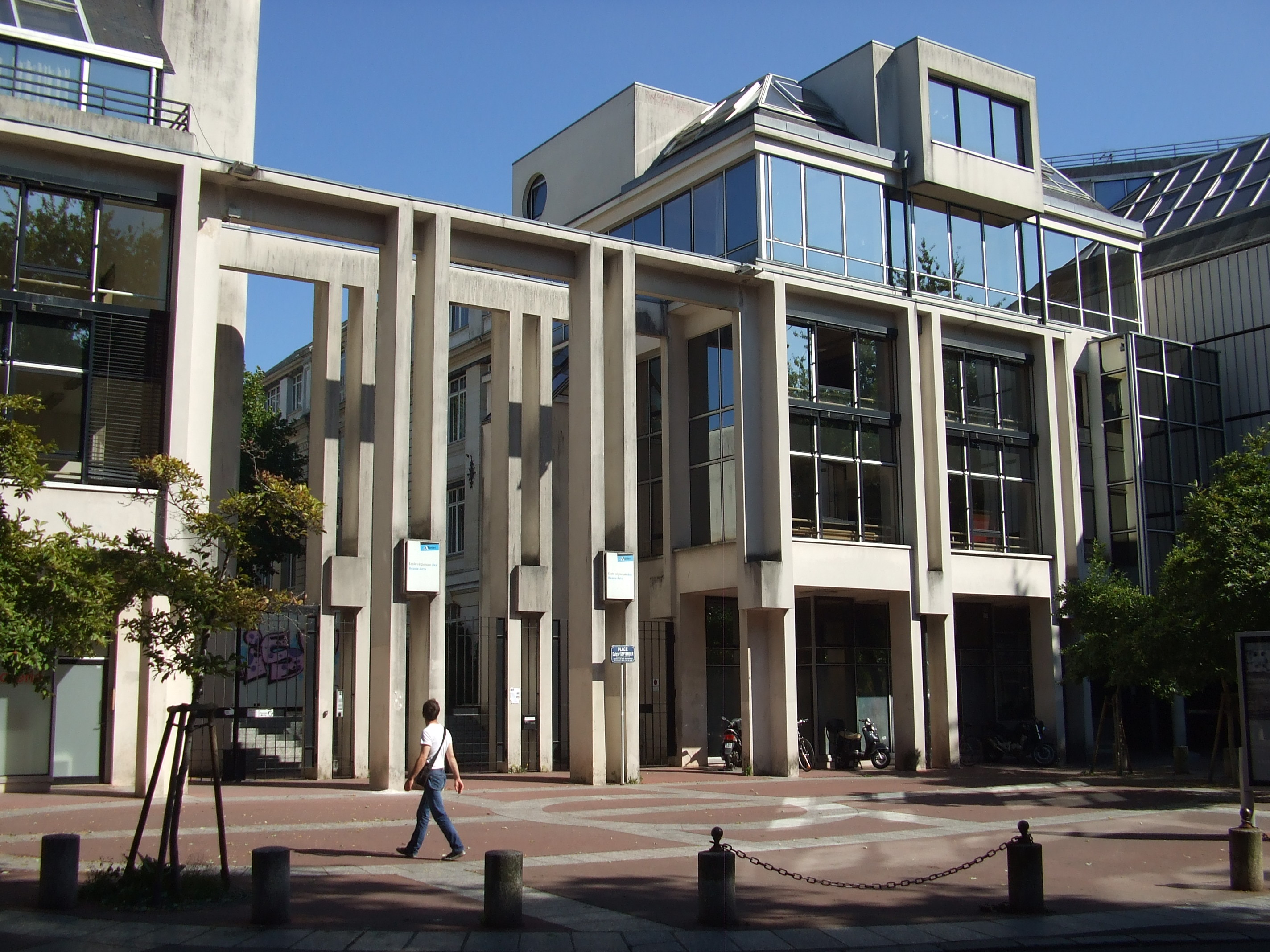
École supérieure des beaux-arts de Nantes Saint-Nazaire, Nantes, 2013

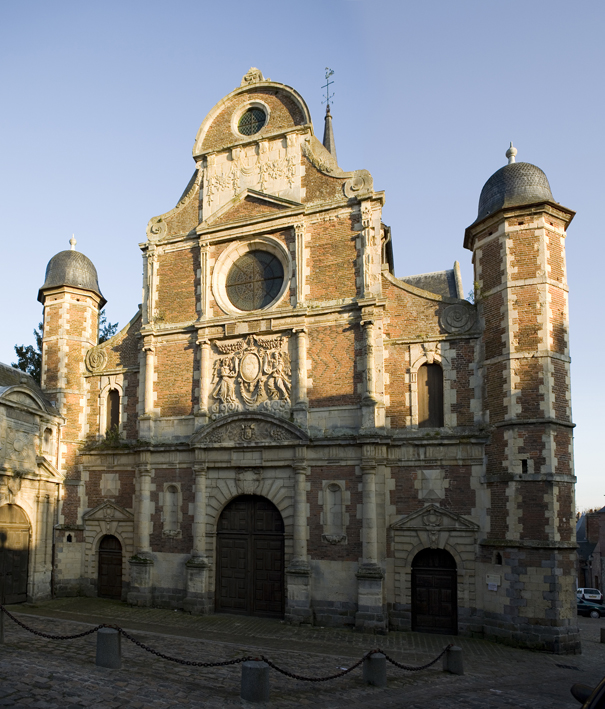
Chapelle du collège des Jésuites d'Eu, 2013

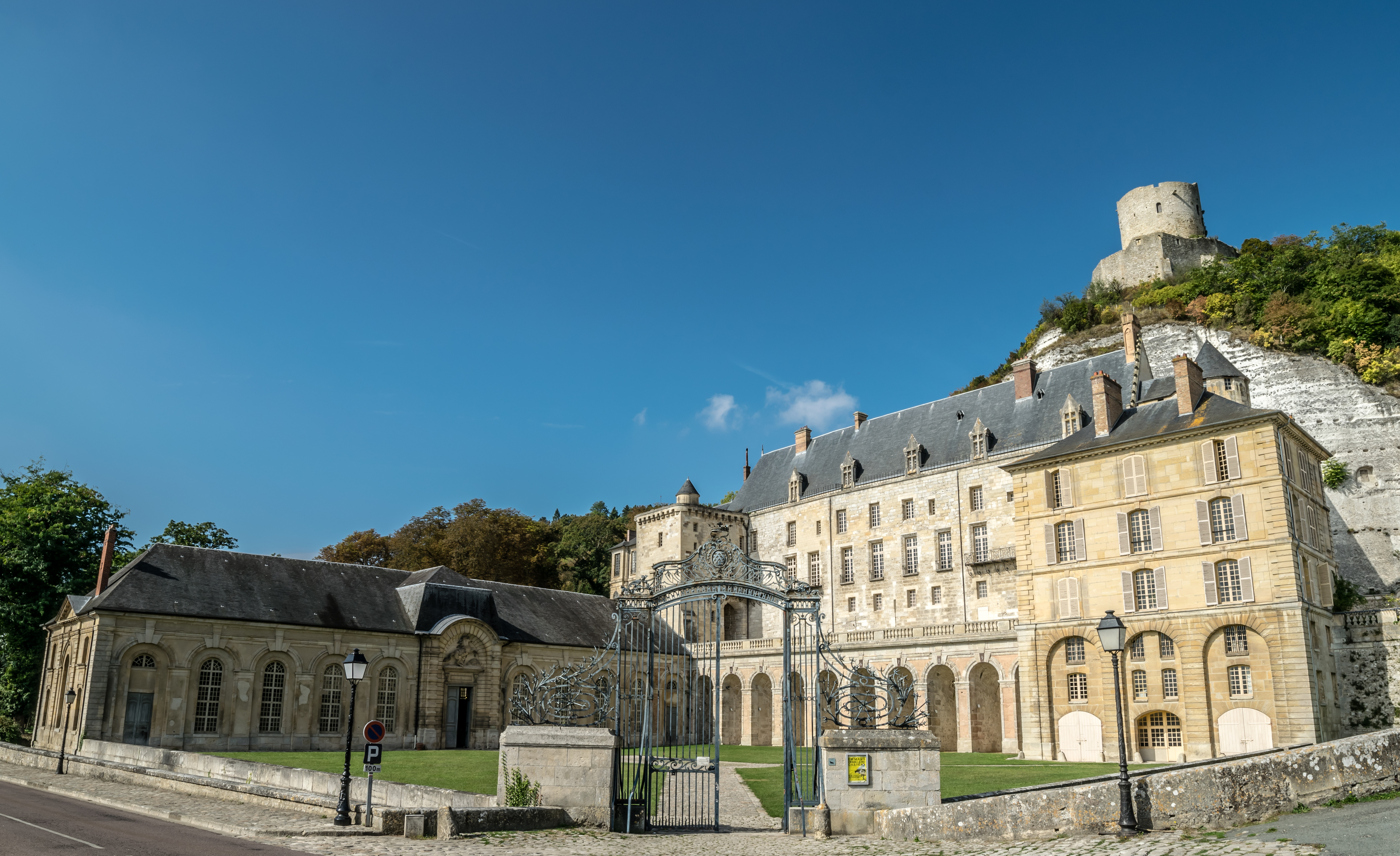
Château de La Roche-Guyon, 2014

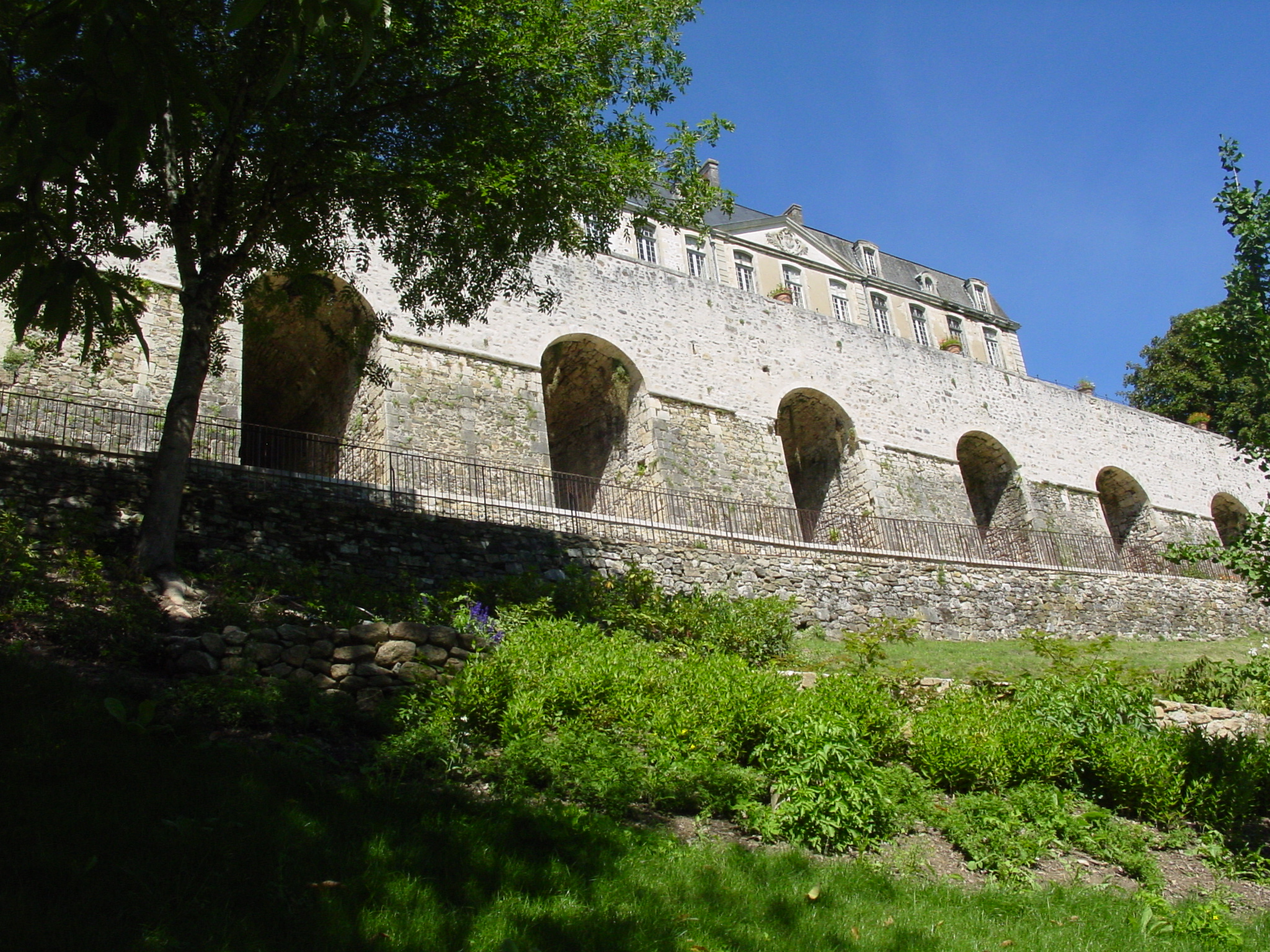
Château de Nontron, 2014

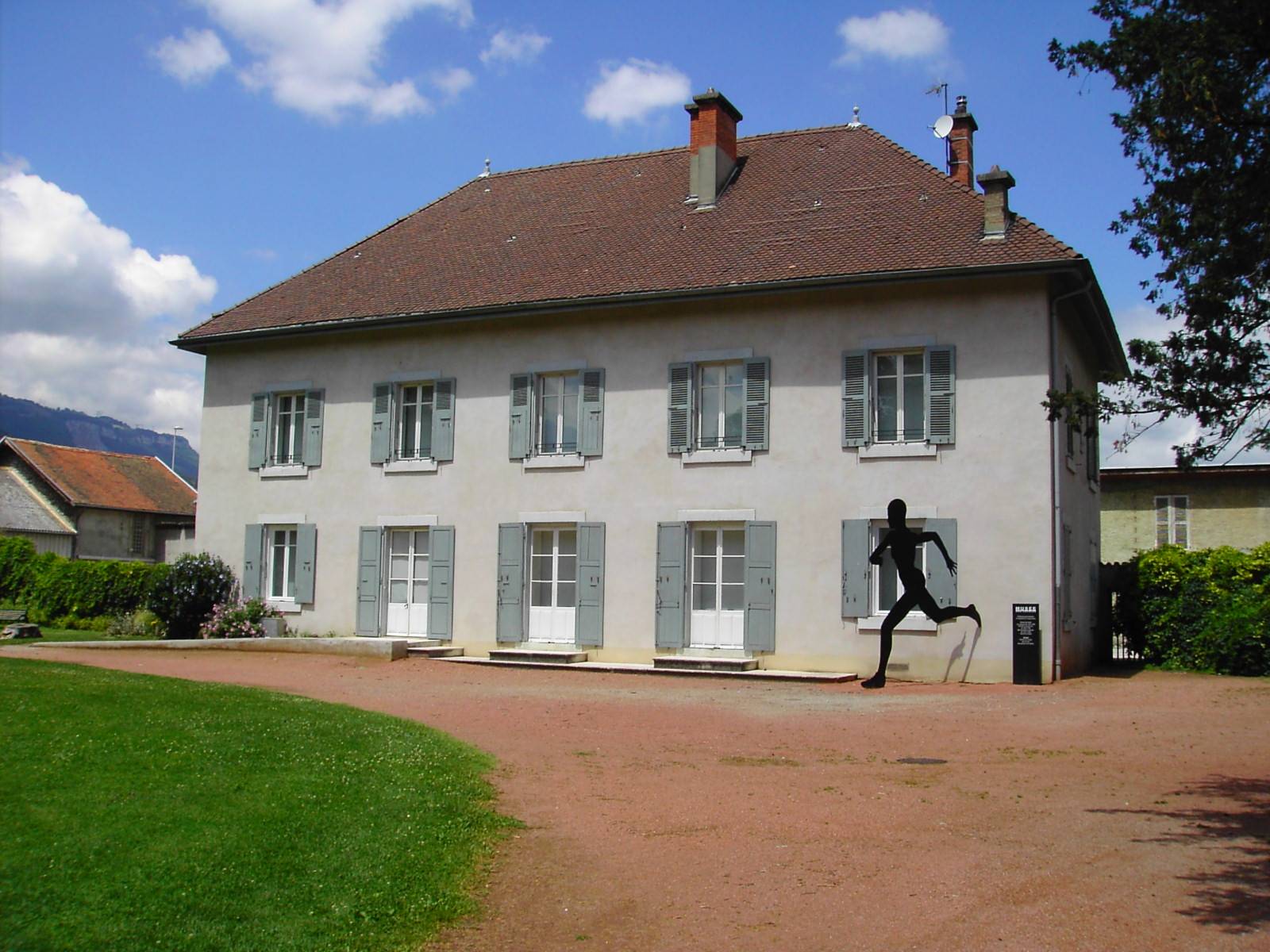
Musée Géo-Charles, Échirolles, 2015, 2016

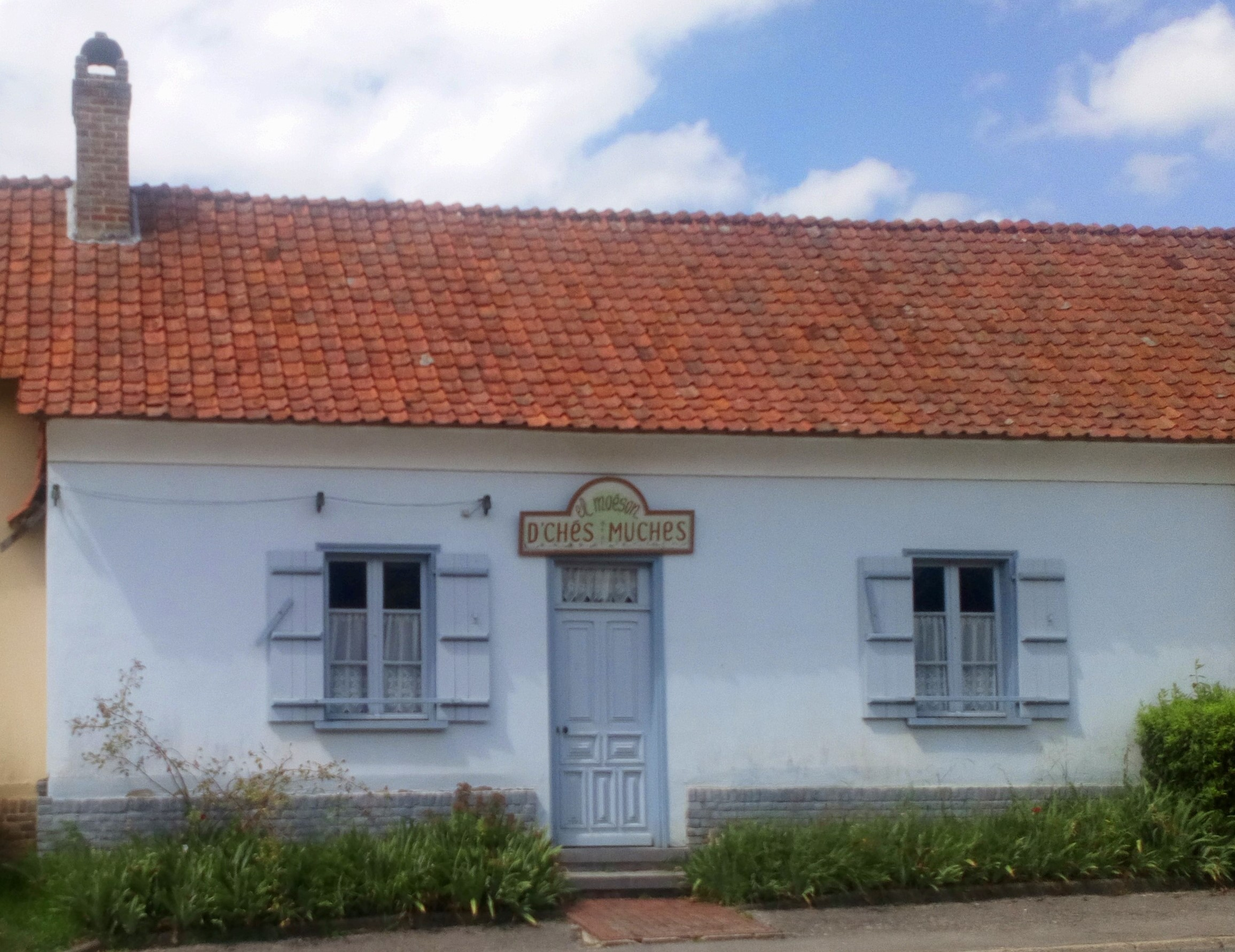
Les Muches, Domqueur, 2016

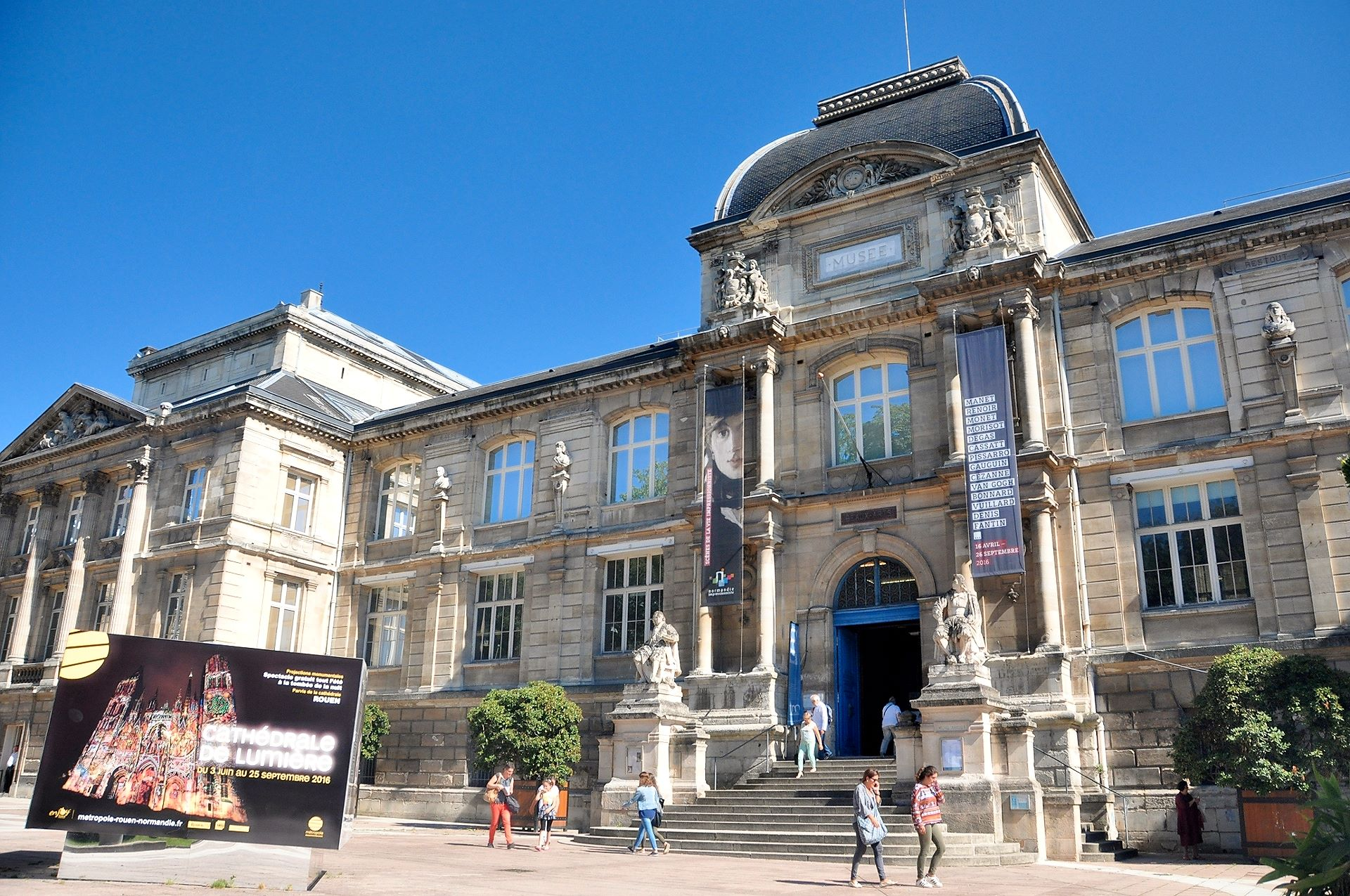
Musée des Beaux-Arts de Rouen, 2018

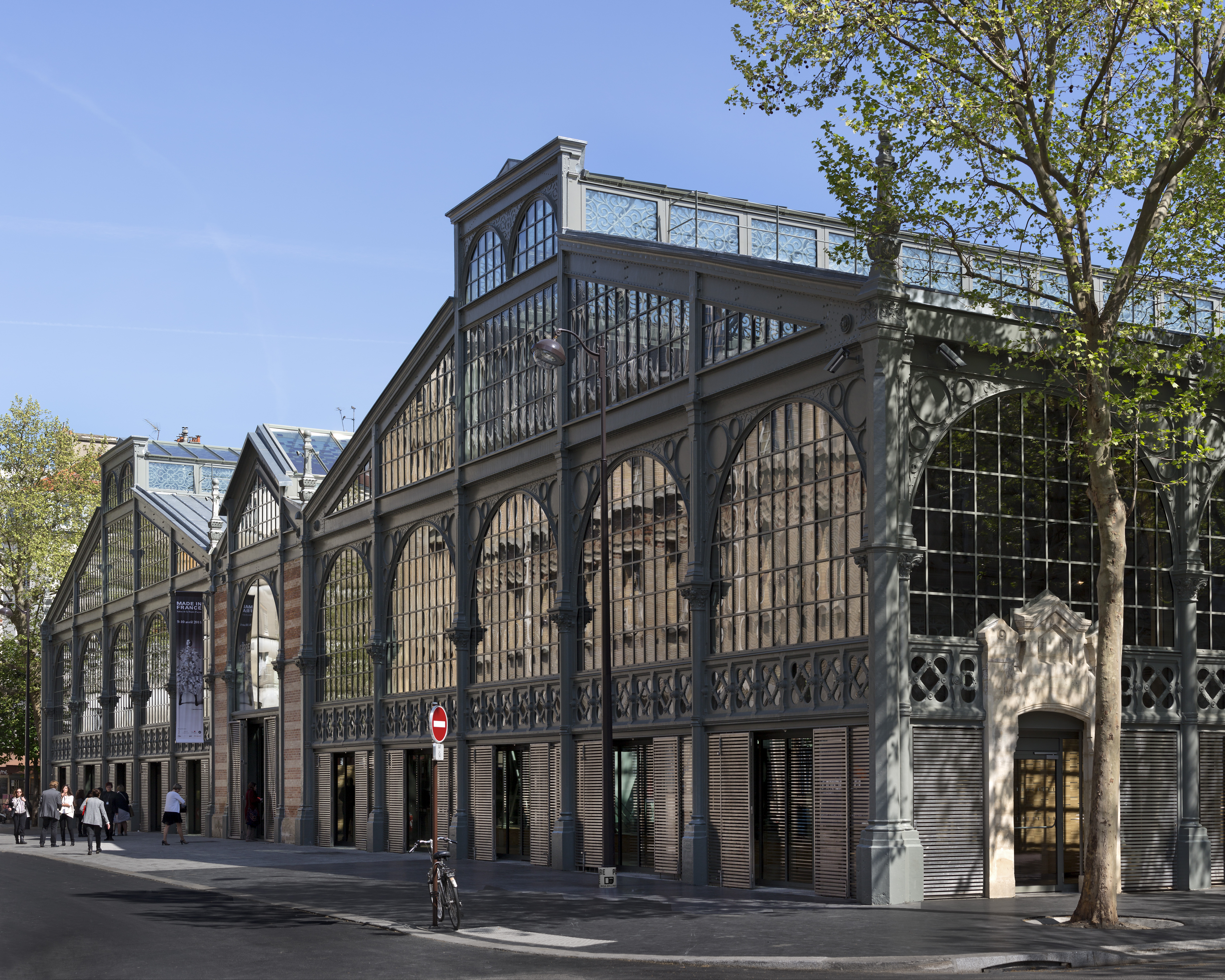
Carreau du Temple, 2018

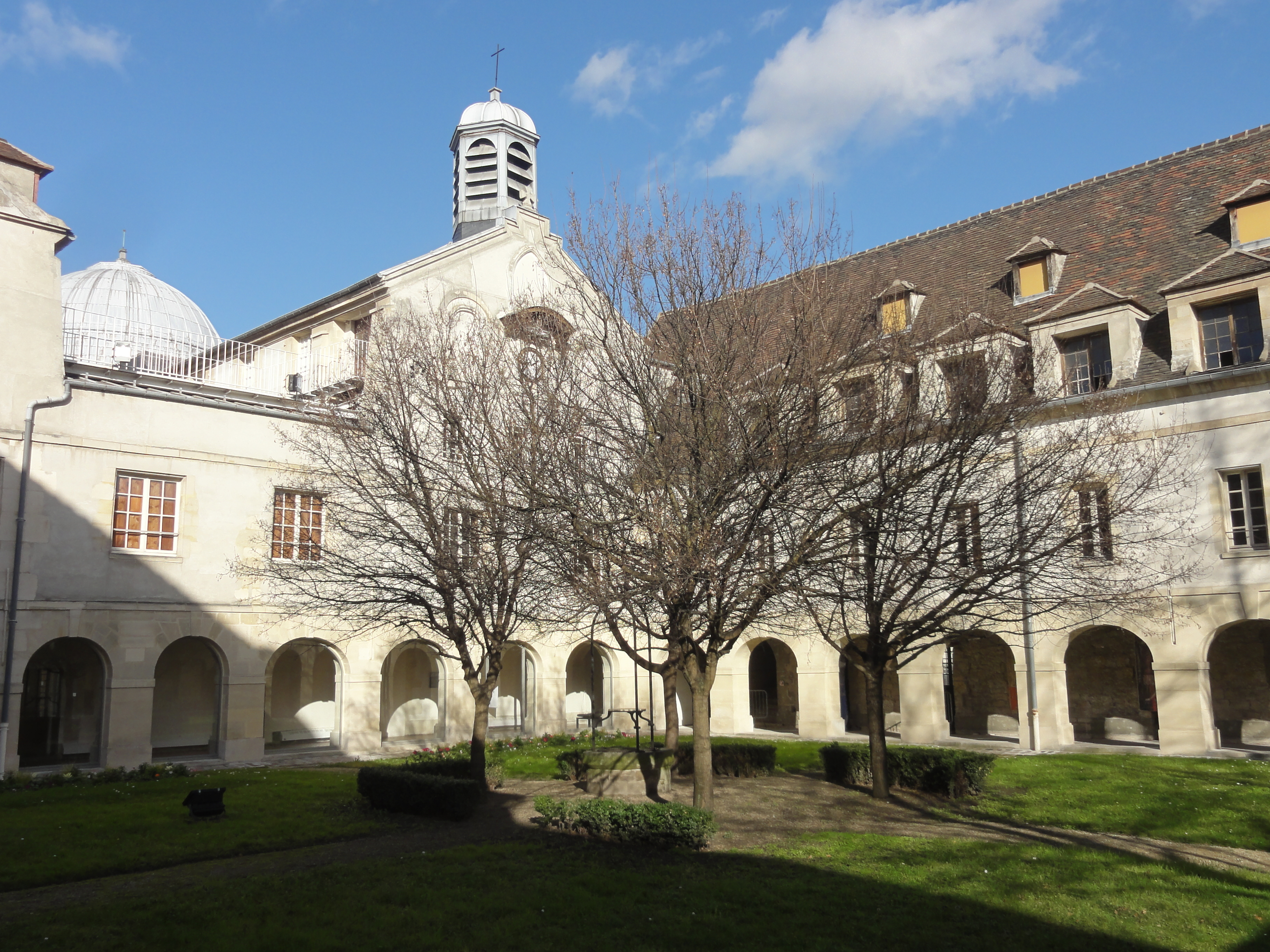
Musée d'Art et d'Histoire de Saint-Denis, 2019

- Salon d'art contemporain de Montrouge, 1993.
- 7 + 15 - Dessin, Galerie Empreintes, Anzin-Saint-Aubin, 1994.
- Salon de la Jeune Peinture, Espace Eiffel Branly, 1995.
- 9 dans le vent, Terrasse du Petit-Thouars, Paris, 1995.
- Dominique De Beir, Patrice Pantin, Galerie Collage, Concarneau, 1996.
- 3e Courant d'art, Deauville, 1996.
- Papiers en liberté, Galerie Françoise Palluel, Paris, 1996.
- Baignade interdite, Les ateliers de la poudrière, Seyssel (Ain), 1997.
- Quatrième chemin d'art 97, Saint-Flour (Cantal), 1997.
- Europe et humanisme - Biennale de la jeune création contemporaine, FRAC Alsace, Sélestat, 1997.
- Les impromptus, Crédac, Ivry-sur-Seine, 1998.
- Centre culturel français, Saint-Louis du Sénégal (aide à la création, D.R.A.C. Picardie), 1998.
- Mamé Kumba bang, Centre culturel, Aldershot, 1998.
- Nous nous sommes tant aimés, École nationale supérieure des beaux-arts, Paris, 1999.
- Les messagers du XXIe siècle, expositions itinérante organisée par Chronopost, 2000.
- Sol, mur, temps, Centre culturel coréen, Paris, 2001.
- Rencontre n°17, Centre d'art contemporain La Vigie, Nîmes, 2001.
- 1 figure, Galerie Pascal Gabert, Paris, 2001.
- Nos traces, Galerie Gana, Paris, 2001.
- Appellation d'origine non contrôlée, Maison de la culture, Amiens, 2001.
- Variables et provisoires, Galerie d'Auvers-sur-Oise, 2001.
- Le sport et l'art contemporain, Musée Géo-Charles, Échirolles, 2002.
- Écritures et signes contemporains - Gilbert Dupuis, Konrad Loder, Dominique De Beir, Centre d'art contemporain Georges-Pompidou, Cajarc, septembre-novembre 2002[38].
- Couleurs à dessein - Color energy, Galerie Villa des Tourelles, Nanterre, octobre-décembre 2004[39].
- Salon Linéart 2004 (stand Galerie Marie-Pierre Deloeil), Gand, décembre 2004.
- Terre inconnue, terrain in-connu - Patrick Pantin, Konrad Loder, Maëlle Labussière, Claude Briand-Picard, Pascal Pesez, Dominique De Beir, Angle Art Contemporain, Saint-Paul-Trois-Châteaux, décembre 2004 - février 2005[40].
- Hospitalité - Léo Delarue et Dominique De Beir, Galerie Duchamp et Hôpital Asselin-Hedelin, Yvetot, mai-juin 2006[41].
- L'art dans les chapelles - Art contemporain et patrimoine religieux: Konrad Loder, Frédéric Bouffandeau, Christian Jaccard, Bernard Cousinier, Marcel Dupertuis, Sylvie Guiot, Christian Bonnefoi, Dominique Jézéquel, Dominique De Beir, Michel Duport, Édouard Prulhière, Claude Pasquier, Sylvie Turpin, Frédérique Lucien, Soizic Stokvin, Peter Soriano, Bruno Rousselet, Pontivy, juin-septembre 2007.
- Duo - Béatrice Cussol et Dominique De Beir, Galerie Éric Mircher, Paris, janvier-février 2008[42].
- Champs d'expériences, Artaïs, Belfort et Le "19" (Centre régional d'art contemporain), Montbéliard, avril 2008.
- Arsenal et poudrière - Approches contemporaines de Vauban, place-forte du Mont-Dauphin, juillet-août 2008.
- Atelier-galerie "Vous êtes ici", Haubourdin, juin 2009, juin 2014.
- Un cabinet de dessin - Claude Briand-Picard, Laure Calvié, Dominique De Beir, Marine Duboscq, Marine Joatton, Maëlle Labussière, Patrice Pantin, Antoine Perrot, Bernard Peschet, Galerie Réjane Louin, Locquirec, novembre 2009 - janvier 2010.
- Duo Dominique De Beir - Philippe Desloubières, Galerie Réjane Louin, Locquirec, mars 2010.
- Atmosphère de transformation - Vincent Côme, Dominique De Beir, Denis Pondruel, Philippe Richard, Jean-François Provost, Espace JF-P, Paris, 2011.
- Une partie de campagne, art contemporain, Locquirec, mai 2011 et avril-mai 2012, Saint-Émilion, avril 2013[43].
- Le papier à l'œuvre, salle de la chapelle, Musée du Louvre (partenariat Canson), juin-septembre 2011[44],[45].
- Vingt artistes, les pieds dans l'eau, Galerie Réjane Louin, Locquirec, juillet-septembre 2011[46].
- La Sicile vue à travers vingt-quatre livrets d'artistes inédits (commissaires de l'exposition, Anne-Clémence de Grolée et Dominique De Beir), Galerie Martainville, Rouen, octobre-novembre 2011.
- Autre pareil, Musée des Beaux-Arts de Dunkerque, novembre 2011 - juillet 2013[47].
- Art Paris (stand La Galerie particulière), Grand Palais (Paris), mars-avril 2012[48].
- Luc Coeckelbergs, Dominique De Beir, Galerie EL, Welle (Belgique), octobre 2012[49].
- Drawing room 012, Carré Sainte-Anne, Montpellier, novembre 2012[50].
- Tache - Ligne - Plan: Dominique De Beir et son élève Hélène Néraud, Maison des arts, Grand-Quevilly, novembre 2012[51].
- She's a rainbow, Galerie Jean Greset, Besançon, mars-avril 2013[52].
- Milieux - Parfois je pense, parfois je ne pense pas, orangerie du château de Chamarande, mars-septembre 2013[53].
- La Collection, Dulcie Galerie, École supérieure des beaux-arts de Nantes Saint-Nazaire, Nantes, avril-mai 2013[54].
- Fraise et framboise - Dominique De Beir et Sylvie Houriez, chapelle du collège des Jésuites, Eu (Seine-Maritime), 2013[55],[56].
- La collection Gilles Balmet, École supérieure d'art et design, Grenoble, janvier 2014[57].
- Identité de genre - Gabriele Chiari, Christine Crozat, Béatrice Cussol, Dominique De Beir, Maëlle Labussière, Frédérique Lucien, Françoise Pétrovitch, Mâkhi Xenakis, Galerie Françoise Besson, avril-mai 2014[58], puis Galerie Réjane Louin, juillet-août 2014.
- Un rêve de lumières, Château de La Roche-Guyon, avril-juillet 2014[59].
- Le moindre geste 2 - Jean-Paul Berrenger, Dominique De Beir, Jason Karaïndros, Isabelle Le Minh, Miguel-Angel Molina, ESADHaR, Grandes Galeries, Rouen, mai-juin 2014[60].
- Occuper le terrain, Musée Géo-Charles, Échirolles, mai-octobre 2014[61].
- Publications d'artistes, Les Baux-de-Provence, 2014[62].
- Passages à l'acte - Dominique De Beir et Anita Molinero, Centre d'art Frontières, Hellemmes, octobre-décembre 2014[63].
- Papel'Art, bibliothèque d'Herbignac, novembre-décembre 2014[64].
- Dentelle... Et plus si affinités - Métiers d'art et art contemporain, château de Nontron, novembre 2014 - janvier 2015[65].
- Fabriquer le dessin, FRAC Haute-Normandie, Rouen, février-mai 2015[66].
- Atmosphère de transformation 11, Maison de la culture, Amiens, mars-mai 2015[67].
- Hommage à Bernard Point, Galerie du Haut-Pavé, Paris, mai 2015.
- Identité de genre, Art-cade, Galerie des grands bains douches de la Plaine, Marseille, mai-juin 2015[68].
- Carte blanche à Pierre Buraglio - Pierre Buraglio, Marie-Claude Bugeaud, Bertrand Canard, Dominique De Beir, Emmanuel et Jean Laube, Galerie Jean Fournier, Paris, juin-juillet 2015[69].
- Corpssproc, Fondation Christian et Yvonne Zervos, La Goulotte, Vézelay, juin-août 2015[70].
- Repeat please!, Galerie Réjane Louin, Locquirec, juillet-août 2015.
- Lauréats: un choix dans la collection '"Novembre" à Vitry, Maison des arts de Créteil, octobre-décembre 2015[71].
- Epidermic - deux lieux, trois artistes: Dominique De Beir, Catherine Larré, Frédérique Lucien, Muséum d'histoire naturelle de Rouen et espace culturel du Centre hospitalier universitaire de Rouen, novembre 2015 - janvier 2016[72].
- In the tracks of Jan Schoonhoven II - Basic simplicity, Centre d'art Kadmium, Delft, décembre 2015 - février 2016[73].
- Art Sequana 2016 / Dé-faire, Galerie 65, ESADHaR, Le Havre, janvier-mars 2016[74].
- Cent-papiers, Musée Géo-Charles, Échirolles, janvier-avril 2016.
- Salon Art Rotterdam (stand Galerie Phoebus, Rotterdam), février 2016[75].
- Qu'est-ce qu'un livre rare?, médiathèque centre-ville, Issy-les-Moulineaux, mars 2016[76].
- Petits formats, Galerie du Haut-Pavé, Paris, avril 2016.
- Présentation de la revue Rehauts n°37 (printemps-été 2016): dessins de Dominique De Beir et Gérard Titus-Carmel, Galerie Olivier Nouvellet, rue de Seine, Paris, avril 2016[77].
- Paysage inversé, Les Muches de Domqueur, mai-septembre 2016.
- Two sides, Galerie Theodore : Art, Brooklyn, New York, septembre-octobre 2016.
- Ministère de la culture et de la communication, Les artistes nommées au Prix d'honneur Aware 2017 : Dominique De Beir, Simone Fattal, Gloria Friedmann, Judit Reigl, péristyle du Palais-Royal, Paris, janvier-mars 2017.
- Art Brussels - Galerie Fournier : Dominique De Beir, Gilgian Gelzer, Simon Hantaï, Michel Parmentier, Tour et Taxis, Bruxelles, avril 2017.
- Peau et Autre, Musée des moulages de l'hôpital Saint-Louis, Paris, septembre 2017.
- Facettes à la ligne - Dominique De Beir, David Gommez, Philippe Richard, Alexis Trousset, Centre d'arts plastiques et visuels, Lille, novembre-décembre 2017.
- Duo avec Patrice Pantin, Espace Despalles, Paris, décembre 2017.
- Résonance, Musée des beaux-arts de Rouen et F.R.A.C. Normandie, février-mai 2018.
- Salon Drawing now Art Fair, stand Galerie Jean Fournier, Carreau du Temple, Paris, mars 2018[78].
- Dessin : violence et passion du papier, Galerie 604/L'H du Siège, Busan (Corée du Sud), mai-juin 2018.
- Dix ans déjà à Locquirec, Galerie Réjane Louin, Locquirec, juillet-septembre 2018.
- Multiple Art Days, Monnaie de Paris, septembre 2018.
- Annexes et digressions 2 - Dominique De Beir invite Karine Bonneval et Seitoung (avec le soutien du Fonds national des arts graphiques et plastiques), Galerie Réjane Louin, Locquirec, décembre 2018 - janvier 2019.
- Enfermement, Musée d'Art et d'Histoire de Saint-Denis, avril-octobre 2019[79].
- Une exposition toute blanche ?, Galerie Réjane Louin, Locquirec, juillet-septembre 2019.
- Novembre à Vitry/50 - 1969-2019 : Bertrand-Moulin, Pierre Buraglio, Dominique De Beir, Abraham Hadad, Hervé Télémaque…, galerie municipale Jean-Collet, Vitry-sur-Seine, septembre-octobre 2019.
- Deux scénarios pour une collection - Œuvres acquises en 2018, 2019 et 2020, Frac Normandie, Rouen, mars-août 2021[80].
- Fiction-science, artothèque, ESADHaR, Le Havre, mai-juin 2021[81].
- Drawing now - Salon du dessin contemporain, Carreau du Temple, Paris, juin 2021 (stand Galerie Jean Fournier, Paris), mars 2025 (stand Galerie Réjane Louis, Locquirec).
- Pénélope à la pêche, Galerie Réjane Louin, Locquirec, juillet-septembre 2021.
- Déjouer Flaubert - Délivrer le dictionnaire des idées reçues, médiathèque de Louviers, octobre-décembre 2021.
- La petite collection, galerie Bertrand Grimont, Paris, décembre 2021.
- Mon côté animal, galerie Réjane Louis, Locquirec, juin-septembre 2023.
- Creuser n'est pas trouer - Exposition-chantier de Dominique De Beir et ses invités : Friville Éditions, Æncre Noire, Anne Mancaux, Petit Casino d'ailleurs, Ault-Onival, mai 2024.
- Écriture(s), Galerie Réjane Louin, Locquirec, juillet-août 2025.

## Contributions scéniques
- La septième porte, pièce d'Ettore Labbate, mise-en-scène de Jean-Pierre Brière, Théâtre Méga Pobec, Évreux, 2007[82].
- Oh les beaux jours, pièce de Samuel Beckett, mise-en-scène de Jean-Pierre Brière, Théâtre Méga Pobec, Évreux, 2008.

## Citations

### Dits de Dominique De Beir
- « Tout est d'actualité, les recherches entreprises depuis les années 1990 jusqu'à aujourd'hui ne sont qu'un vaste et même chantier. Le point est la pierre angulaire de mon travail. Le point comme une écriture et une percée pris dans une gestuelle répétitive. Le point, tout à la fois précis et hasardeux, est le geste minimal qui construit un ensemble. En creux ou en relief, il est la marque unique appliquée à une surface. Le point est un trou qui pique, perce, érode les supports. Il est aussi l'entité de base d'une écriture singulière : le braille. J'utilise le point selon ses deux acceptions : accroc et caractère. » - Dominique De Beir[83]

### Réception critique
- « Appliqués au registre du corporel, c'est-à-dire employés contre le corps, les outils qu'utilise Dominique De Beir prennent soudain un aspect plus inquiétant dans son atelier; au lieu de pinceaux et de tubes de couleurs, ce ne sont que forets, trépans, tarières, seringues, vrilles, pointes et poinçons, de toutes tailles et de toutes formes. Lorsque les instruments usuels ne suffisent pas, elle n'hésite pas à en bricoler elle-même de nouveaux, capables d'infliger des lésions inédites. Que, selon la classification aristotélicienne, les œuvres de Dominique De Beir appartiennent à la catégorie des "corps foulables" n'est pas, à cet égard anodin... La réalisation de l'œuvre consiste à la fouler aux pieds. Dominique De Beir se fabrique donc de petits stades personnels qu'elle est seule à parcourir en tous sens, avant de nous proposer l'image résiduelle de son jeu. » - Karim Ghaddab[84]
- « Les architectures de Dominique De Beir sont des espaces où l'intérieur et l'extérieur s'interpénètrent pour créer des lieux de refuge, d'invisibilité et de disparition, propices au voyage intérieur. Elles sont des vanités qui font se croiser ruine et stabilité. Dans l'amplitude des références duelles qui émaillent son travail, Dominique De Beir interroge la question de l'être dans son balancement entre réalité et intériorité, où le corps et la perception physique sont envisagés comme des ressources humaines libérées de la rationalité de l'analyse. » - Olivier Grasser[7]
- « Dominique De Beir a engagé un travail dont les axes sont à la fois de l'ordre du pictural, du volume, et pose la question du processus de réalisation. Le trait récurrent de son travail est la mise en abîme d'un geste répétitif de perforation... Bousculant le vocabulaire de la peinture (support, matière, couleur) par l'aléatoire du geste et de la trace, elle cherche à se concentrer sur des notions d'inscription et de marquage, entre surface et profondeur, dont elle explore l'impact physique, la densité, le rythme. Usant de la perforation parfois jusqu'à la limite de la résistance du matériau, elle joue sur une ambiguïté inhérente à son geste entre composition et destruction, opacité et transparence, stabilité et fragilité. » - Lucile Encrevé[85]
- « Même aujourd'hui, le travail de Dominique De Beir n'est plus véritablement lié à une sorte d'écriture improbable., travailler "à l'aveugle" est devenu une manière de faire incontournable. Les perforations déployées avec frénésie sont une volonté de désarticuler le réel, de le dupliquer et d'essayer de jouer avec son envers. Les cahiers, les feuilles, les caisses deviennent des éléments démultipliables et réversibles. Pour Dominique De Beir, le sens de l'œuvre tient plus d'un processus que d'une représentation déterminée. Créer est assimilé à une performance qui a lieu dans la solitude de l'atelier mais dont l'œuvre arrive comme la proposition d'une expérience à revivre... C'est dans ces oppositions, ces contraires et ces antagonismes - la violence de son action, qui parfois blesse son corps, armé d'outils, qui attaque les supports posés au sol, et la légèreté du résultat, d'une grande délicatesse; du dehors et du dedans; du visible et du caché; de ce qui a existé et de ce que l'on devine; du masculin et du féminin - que se révèlent peu à peu toutes les subtilités du travail de Dominique De Beir. » - Siloé Pétillat[20]
- « Tout comme les premiers pigments utilisés pour les peintures rupestres étaient de nature organique, végétale et minérale, Dominique De Beir a d'abord fait advenir la couleur par celles de ses propres matériaux composites ou chimiques : le rose chair du papier d'emballage de boucherie, l'ocre d'un carton, le bleu pétromle d'un papier carbone ou l'argenté d'un aluminium. Des circonvolutions à l'encre vert émeraude à l'orange fluorescent d'un trait d feutre ; d'un rouge maculant le blanc immaculé d'une feuille à l'aplat jaune d'un papier de verre, la couleur s'est peu à peu affirmée. C'est la série Altération (2014) qui l'a imposée par le recours au polystyrène coloré sous forme de plaques d'isolation. Les couleurs importées par cette matière ductile sont appétissantes : vert pistache, crème vanillée, orange sorbet et parme poudré. Soucieuse, selon ses dires, de ne pas se laisser séduire et trop emporter par les effets parfois spectaculaires des différentes transformations de la surface (peinte, chauffée, creusée), Dominique De Beir s'évertue à en salir la couleur, et de l'impureté naît l'éclat coloré du matériau pour lui-même. » - Émilie Ovaere-Corthay[86]

## Prix et distinctions
- Prix de la Jeune Peinture, 1995.
- Prix Novembre de la ville de Vitry-sur-Seine[71].

## Collections publiques

### France
- Fonds régional d'art contemporain Picardie, Amiens.
- Maison de la culture d'Amiens, Reports, installation, 2006.
- Musée Géo-Charles, Échirolles.
- Château de Kerguéhennec (escalier vers centre de recherche Pierre-Tal-Coat), Lustre sidéral, huit vitraux réalisés dans l'atelier de Jean-Dominique Fleury.
- Musée Fabre, Montpellier[36].
- Fonds régional d'art contemporain Haute-Normandie, Rouen[80].
- Fonds régional d'art contemporain Provence-Alpes-Côte d'Azur, Marseille[32].
- Artothèques de Besançon, Cahors, Nantes, Strasbourg.
- Ville de Vitry-sur-Seine[71].
- Fonds d'art contemporain de la ville d'Hénin-Beaumont[87].
- La Collection, École supérieure des beaux-arts de Nantes Métropole[54].
- Complexe sportif Léonard-de-Vinci, Chatenay-Malabry (1 % artistique).
- Bibliothèque départementale de Bécherel (1 % artistique).

### Pays-Bas
- Collection de livres rares du Musée Van Abbe, Eindhoven.

## Collections privées
- Société Chronopost.
- Collection Cynorrhodon-FALDAC (Louis et Annick Doucet), Paris[70].
- Gérard Duchêne.
- Gilles Balmet[57].

## Publications
- Dominique De Beir, Nous nous sommes tant aimés, Éditions École nationale supérieure des beaux-arts, Paris, 2000.
- Dominique De Beir, Novembre à Vitry, Éditions de la ville de Vitry-sur-Seine, 2000.
- Dominique De Beir, Jean-Michel Le Lannou et Paola Nicita, Dominique De Beir, Éditions Espace Lumière, Amiens, 2005.
- Dominique de Beir, Gli altrezzi della mia passione - Les outils de ma passion, Éditions du Centre culturel français de Palerme, 2005, tirage limité à 500 exemplaires.
- Dominique De Beir et Charles Pennequin, Trou type (études de caractères), tirage limité à 550 exemplaires dont 50 exemplaires en tirage de tête, Friville Éditions, 2010[3].
- Dominique De Beir, Une mise à jour, in Le geste à l'œuvre, Éditions Liénart, 2011.
- Dominique De Beir, Lucile Encrevé et Jean-Michel Espitallier, Dominique De Beir - Un printemps à Kerguéhennec, Éditions du Centre d'art contemporain du Domaine de Kerguéhennec, 2012.
- Dominique De Beir, De l'air, de la non-figure, peut-être du faux paysage, des mariages impossibles, des rencontres improvisées, des carrefours, actes du colloque Peintures - Entre archaïsme et modernité, entre mythe et réalité, Institut national d'histoire de l'art, Université Paris 8, 2 mai 2014[88].
- Dominique De Beir, Une mise-à-jour - 16 avril, in Tétrade, revue du Centre de recherche en arts et esthétique, no 2, 2015[89].
- Dominique De Beir et Jean-Michel Le Lannou, Spirit Carbon, Éditions Méridianes, 2015[90].
- Dominique De Beir, Annexes et digressions, Friville éditions, 2019.
- Dominique De Beir, Sans fin, mais pas sans début, collection« Résonance », éditions du Musée des Beaux-Arts de Caen, 2023.

## Radiophonie
- France-Culture, « Au cœur du dessin - Dominique De Beir : le papier à bras-le-corps », émission Les carnets de la création, Aude Lavigne interviewe Dominique De Beir, 19 mars 2018 (écouter en ligne).